# Kapitia obscura
Kapitia obscura là một loài nhện trong họ Oonopidae.
Loài này thuộc chi Kapitia. Kapitia obscura được Raymond Robert Forster miêu tả năm 1956.